# Natriumcyanide
Natriumcyanide is het natriumzout van blauwzuur met de typische geur van bittere amandelen. De stof komt voor als witte, in water en ethanol oplosbare kristallen. Het wordt, net als kaliumcyanide, gebruikt bij de extractie en opwerking van goud of zilver uit ertsen (cyanideproces), hittebehandeling van metalen,  galvanisering, bij verschillende syntheses in de organische chemie en bij de productie van bepaalde insecticiden.

## Synthese
Natriumcyanide wordt bereid door de neutralisatiereactie van waterstofcyanide (blauwzuur) met natriumhydroxide:
{\displaystyle {\ce {HCN + NaOH -> NaCN + H2O}}}

## Toxicologie en veiligheid
Natriumcyanide is zeer giftig. De eigenschappen ervan stemmen sterk overeen met die van kaliumcyanide. Natriumcyanide remt een ademhalingsenzym (cytochroom-c-oxidase) dat in vrijwel alle cellen van planten en dieren onmisbaar is. Elke cel waarin dit enzym geremd wordt, sterft. Bij sommige organismen is een mechanisme aanwezig om het binnendringen van het cyanide te voorkomen of binnengedrongen cyanide onwerkzaam te maken. De meeste organismen zijn er echter niet tegen bestand. Voor vissen kan een concentratie van 0,1 mg cyanide per liter al dodelijk zijn.
Bij contact met zuren ontstaat het extreem toxische blauwzuur.